# Konverzační vlákno

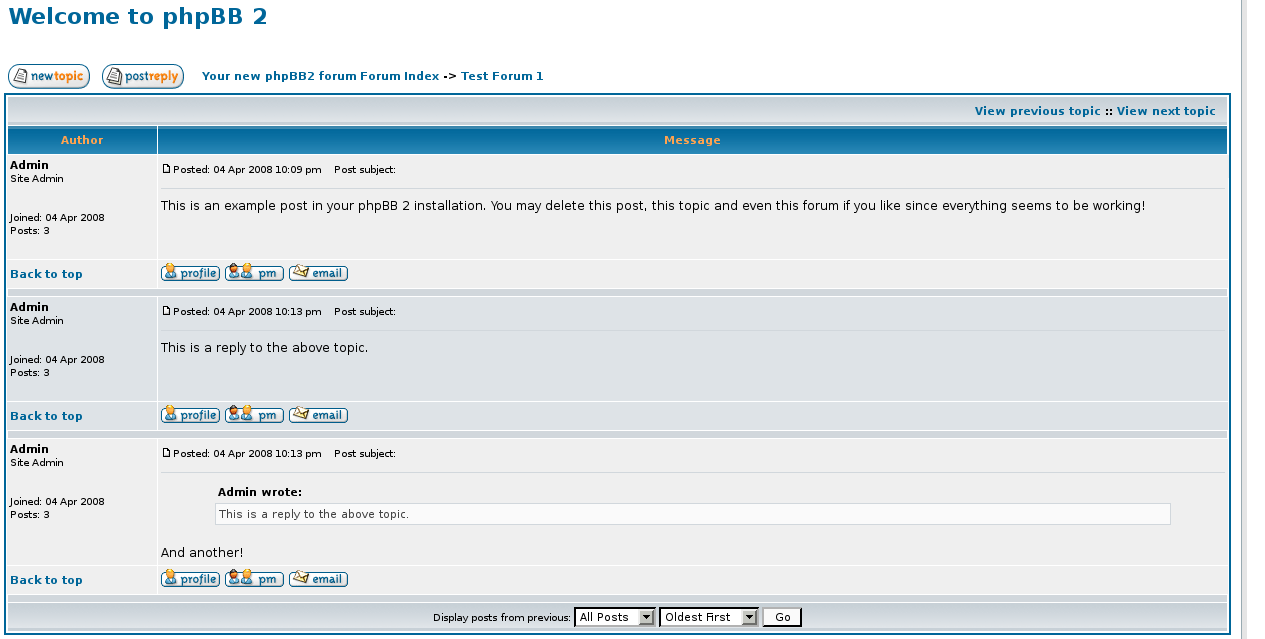
Příklad vláknové diskuse v phpBB

Konverzační vlákna jsou způsob práce používaný mnoha e-mailovými klienty, popularizovaný zejména webovou aplikací Gmail společnosti Google, která udržuje jednotlivé konverzace vcelku. Používá se i u instant messagingu, elektronických nástěnek, diskusních skupin a internetových fór. Podstatou je, že program usnadňuje orientaci v konverzacích tím, že je vizuálně seskupuje, obvykle hierarchicky podle témat. Takto seskupená množina zpráv se označuje jako „tematické vlákno“ nebo jednoduše „vlákno“.
U diskusních fór, poštovních nebo NNTP klientů se říká, že mají „vláknová témata“, pokud seskupují dohromady zprávy na stejné téma, aby šly snadněji číst. Navíc vláknové diskuse typicky umožňují uživatelům odpovídat na určitý příspěvek ve vlákně. Výsledkem pak může být hierarchie diskusí v rámci daného tématu. Alternativou konverzačních vláken je lineární režim, kde se zprávy/příspěvky řadí za sebou časově (nebo podle jiného kritéria), bez ohledu na to, kdo na co konkrétně reagoval.